# Issa, Ghana

Issa är en ort i nordvästra Ghana. Den är huvudort för distriktet Daffiama-Bussie-Issa, och folkmängden uppgick till 1 609 invånare vid folkräkningen 2010.